# E-Prix de Yeda
El e-Prix de Yeda será una carrera de automovilismo válida para el Campeonato Mundial de Formula E que se disputa anualmente con monoplazas en el Circuito de la Corniche de Yeda ubicado en la ciudad del mismo nombre, Arabia Saudita.

## Historia
El e-Prix en Arabia Saudita se disputó hasta la temporada pasada en Diriyah, sin embargo por el incremento en las capacidades de los vehículos del gen3 Evo de Formula E, se decidió trasladar el evento al circuito de la Corniche de Yeda.

## Ganadores
| Edición | Ganador            | Equipo    | Circuito | Resultados |
| ------- | ------------------ | --------- | -------- | ---------- |
| 2024-25 | Maximilian Günther | Penske-DS | Yeda     | Resultados |
| 2024-25 | Oliver Rowland     | Nissan    | Yeda     | Resultados |

## Estadísticas

### Pilotos con más victorias
| Victorias | Piloto             | Años |
| --------- | ------------------ | ---- |
| 1         | Maximilian Günther | 2025 |
| 1         | Oliver Rowland     | 2025 |

### Equipos con más victorias
| Victorias | Equipo | Años |
| --------- | ------ | ---- |
| 1         | Penske | 2025 |
| 1         | Nissan | 2025 |